# Carlo Valentino
Carlo Valentino (Savona, 8 agosto 1927 – Cavalese, 21 gennaio 2016) è stato un generale e dirigente sportivo italiano.
Generale della Guardia di Finanza, guidò la Scuola Alpina della Guardia di Finanza di Predazzo.
Fu poi presidente della Federazione italiana sport invernali dal 1988 al 2000: in termini di risultati ottenuti dagli atleti affiliati sotto il suo mandato, Valentino è da ritenersi il presidente più vincente nella storia della FISI